# Baselworld

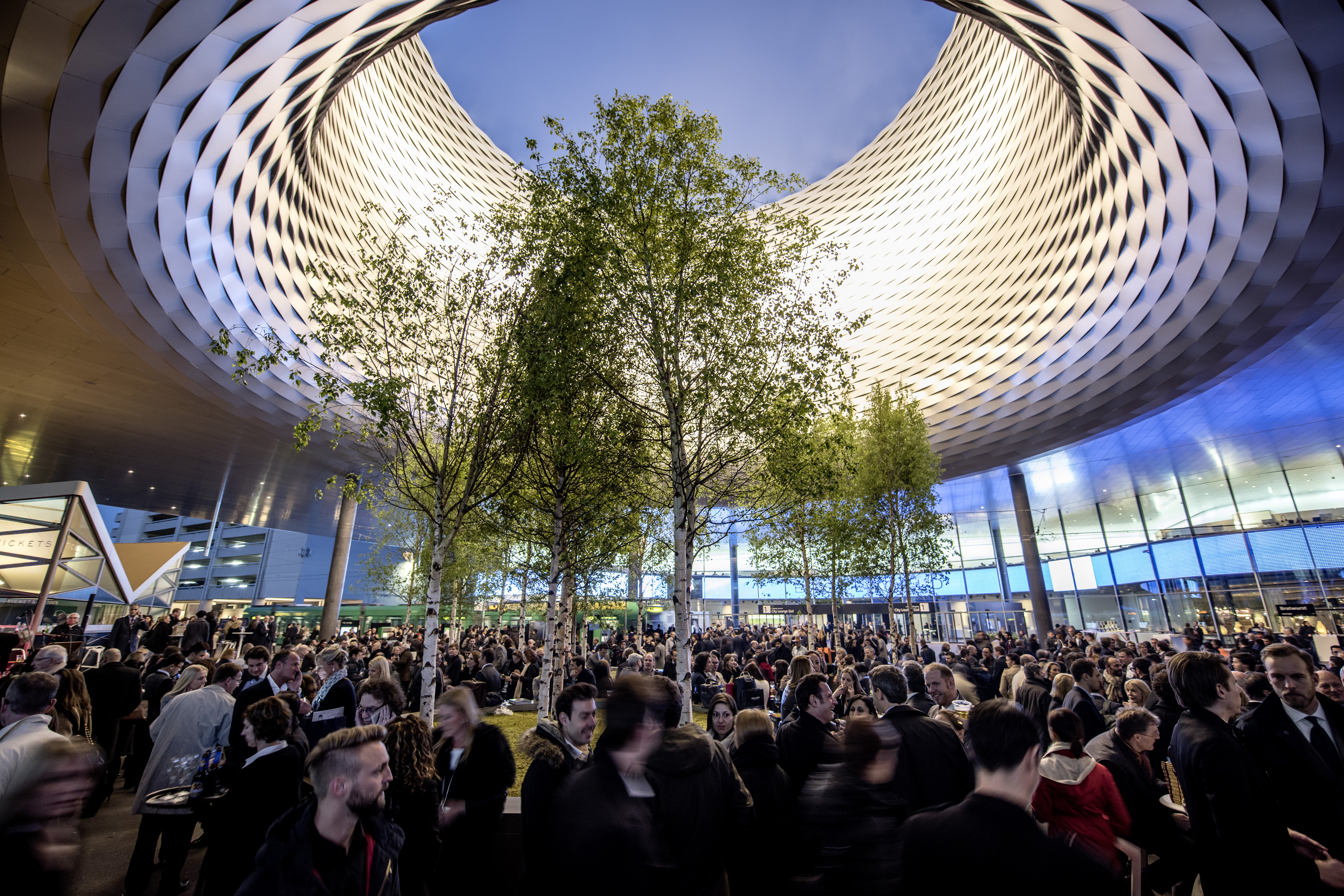
Vista exterior de la sede del Baselworld

El Baselword (Baselworld Watch and Jewellery Show, Salón de Relojes y Joyería Baselworld) fue una feria de muestras mundial dedicada al sector de la industria internacional de relojería, joyería y gemas, organizada cada primavera en la ciudad de Basilea, Suiza, en la Messeplatz.
La última Baselworld se celebró del 21 al 26 de marzo de 2019. En 2020 y 2021, el evento no se celebró debido a la pandemia del COVID-19 y, a partir de 2022, se canceló de forma permanente. El organizador del Baselworld, el Grupo MCH, que organiza alrededor de 30 plataformas de marketing en vivo en Suiza y en el extranjero, decidió cancelar el Baselworld y centrarse en el Art Basel y en otros eventos.

## Historia

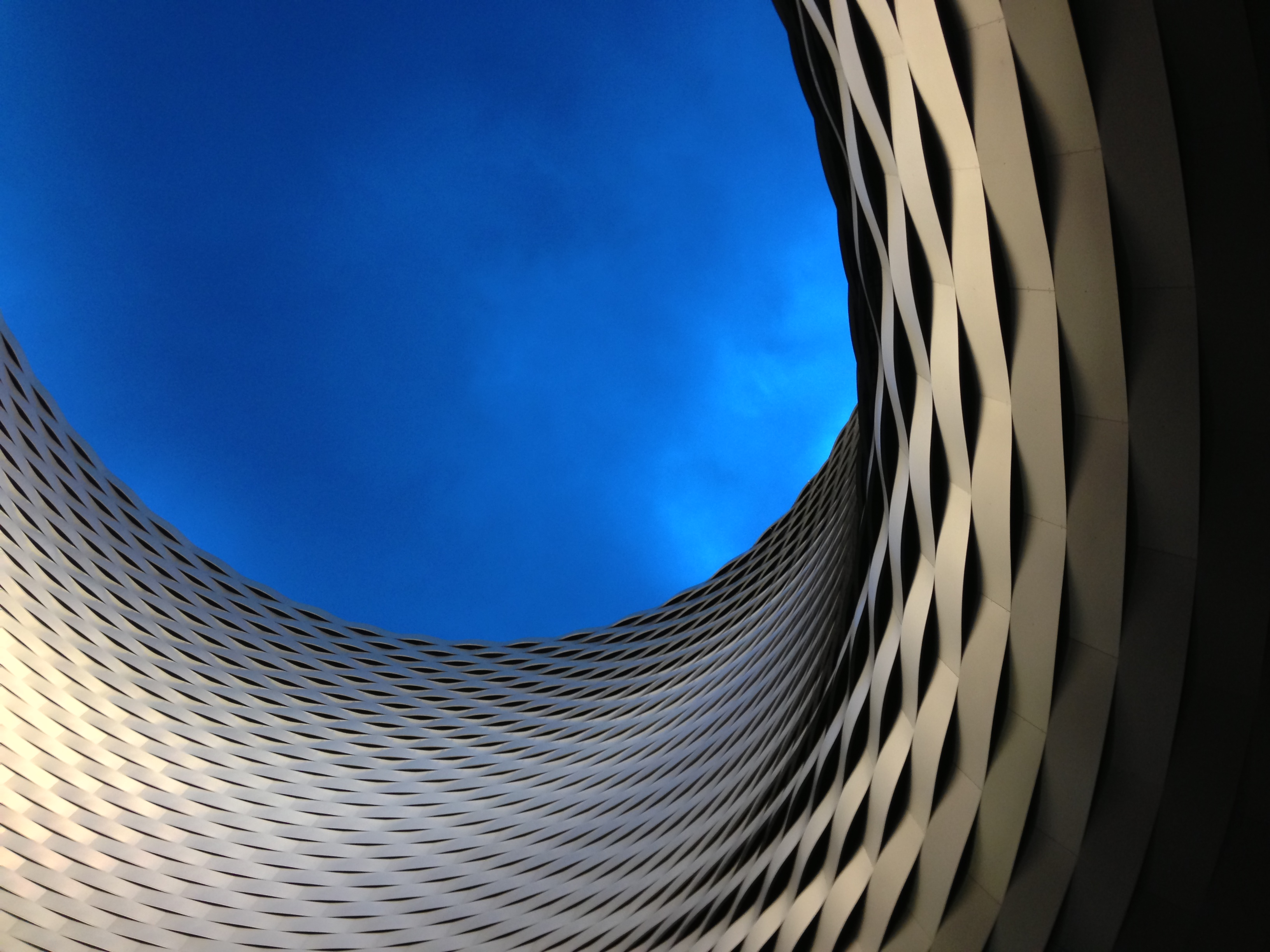
El edificio de la Messe Basel, diseñado por Herzog & de Meuron

El evento se remonta a 1917, con la apertura de la primera Schweizer Mustermesse Basel (muba: Feria de muestras suiza de Basilea), de la que una sección estaba dedicada a relojes y joyas. En 1925, la organización del muba invitó a varios fabricantes de relojes a participar.
En 1931 se celebró por primera vez la «Schweizer Uhrenmesse» (Exposición Suiza de Relojes) en un pabellón propio. Tras el «Centro de encuentro de Europa» de 1972, también se invitó a empresas de Francia, Italia, Alemania y del Reino Unido. En 1983, la feria cambió su nombre a BASEL con dos cifras que indican el año de la feria, por ejemplo «BASEL 83». En 1986, se incluyeron por primera vez empresas de fuera de Europa, lo que supuso el aumento del número de visitantes del viejo continente. En 1995, la feria cambió su nombre a «BASEL 95 - The World Watch, Clock and Jewellery Show». En 1999, se añadió un nuevo pabellón con 36.000 m² de superficie de exposición. En el año 2000, se registró un aumento del 6 % en el número de visitantes profesionales. En 2003, la feria cambió de nombre y pasó a llamarse "Baselworld, The Watch and Jewellery Show". En 2004, con la introducción de un nuevo complejo de pabellones, la superficie de exposición se amplió a 160.000 metros cuadrados y atrajo a más de 89.000 visitantes. En 2018, el Baselworld vio una caída significativa en el número de expositores, que quedó reducido a 650, y la duración de la exposición se acortó en dos días, aunque la asistencia se mantuvo estable. Sin embargo, el Grupo Swatch comunicó que ya no asistiría al siguiente evento, decisión que incluía a todas sus marcas.
Al año siguiente (2019), el Baselworld anunció que coordinaría sus fechas desde 2020 hasta 2024 con el SIHH (el Salon International de la Haute Horlogerie), y la dirección presentó un nuevo concepto para del certamen. Así, el evento pasaría de ser una feria comercial clásica a convertirse en una plataforma de experiencias, que también se dirigiría a los consumidores. En abril de 2020, Rolex, Patek Philippe, Chopard, Chanel y Tudor anunciaron que se retirarían del Baselworld y que organizarían su propia feria en abril de 2021.
La dirección del Baselworld aprovechó la pausa causada por la pandemia del COVID-19, para repensar el concepto físico y presencial y reorientar la experiencia en línea. El nuevo concepto se centra en proporcionar principalmente una plataforma B2B en el segmento de lujo medio. Baselworld 2.0 será una plataforma en la que las empresas de gama media y alta de relojería, joyería y el comercio de gemas puedan presentar sus productos.
La nueva plataforma digital del Baselworld se complementa con eventos, que estarán disponibles para las industrias del sector los 356 días del año y en todo el mundo.